# Dana Scott

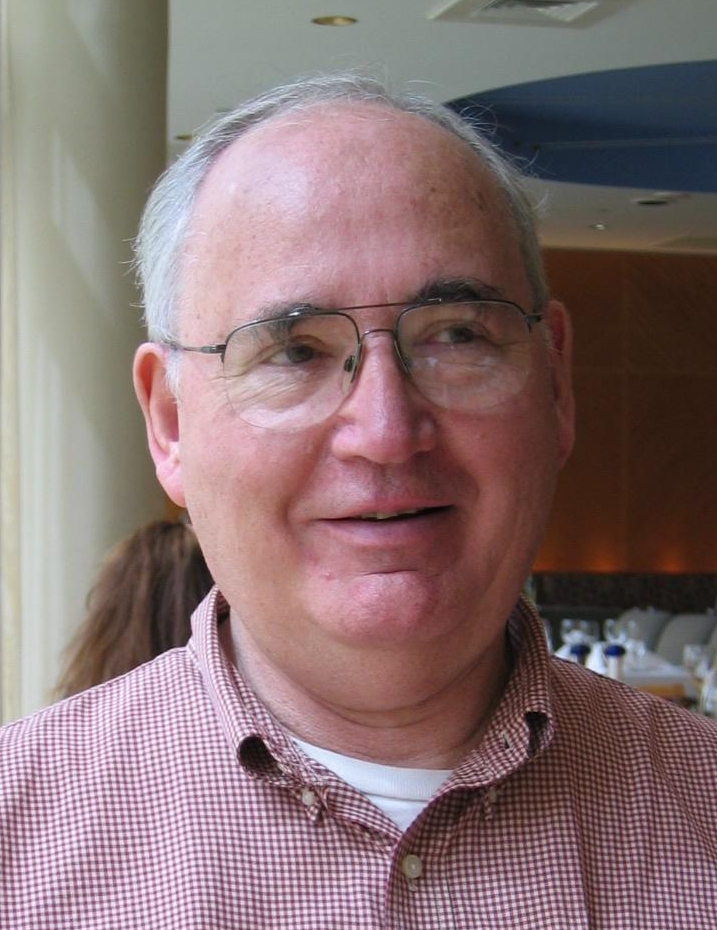
Dana Scott

Dana Stewart Scott (ur. 11 października 1932) – amerykański informatyk, logik, filozof. 
W 1976 roku wraz z Michaelem Rabinem otrzymał nagrodę Turinga za pracę Finite Automata and Their Decision Problem, w której do teorii automatów wprowadzono maszyny niedeterministyczne.